# Le Prince de Hombourg (opéra)
Der Prinz von Homburg (Le Prince de Hombourg) est un opéra en langue allemande et en trois actes de Hans Werner Henze sur un livret d'Ingeborg Bachmann d'après le drame Le Prince de Hombourg ou La Bataille de Fehrbellin, de Heinrich von Kleist (1810). Il est achevé en 1958 et créé le 22 mai 1960 à Hambourg sous la direction de Leopold Ludwig.

## Genèse et représentations importantes
Hans Werner Henze et Ingeborg Bachmann se sont rencontrés en 1952 lors d’une réunion du Groupe 47 et ont travaillé ensemble pendant plus d’une décennie. Ils ont créé leur propre version de la pièce de Heinrich von Kleist de 1810, qui oscille entre mélancolie et héroïsme, ce qui a donné lieu à diverses interprétations, en fonction des circonstances politiques. Le message de l'opéra est davantage tourné vers l'analyse des comportements humain plutôt que vers les aspects militaires de cette histoire, traitant le thème de manière plus intemporelle qu'historique.
La musique – écrite pour grand orchestre  – développe deux sphères orchestrales juxtaposées : un monde lyrique onirique de rêves avec des harmonies classiques qui est celui du somnambulisme du Prince et de la confusion qui en résulte, et un monde d'ordre dominant et rigide, avec fanfares militaires s'appuyant sur le dodécaphonisme et la musique sérielle. Le tout traduit les interrogations profondes de l'oeuvre concernant la description d'un rêveur dans une société strictement réglementée, la relation entre l'individu et le système de contrôle et la compatibilité des émotions et des lois. Henze nourrissait une forte aversion pour le militarisme allemand et revendiquait son homosexualité et ses opinions d'Extrême-Gauche.
Lors de la représentation du 29 juin 1962 à l'Opéra de Francfort, l'envoyé du Monde, René Dumesnil, écrit à propos de la composition de Henze : « Musique volontaire, tendue à l'extrême et dont on dirait que l'auteur s'applique à éviter soigneusement toute séduction ».
En France l'opéra a été représenté dès 1967 à l'Opéra de Lyon puis à celui de Marseille, dans une mise en scène de Louis Erlo, avec Jacqueline Silvy (Nathalie) et Peter Gottlieg (Hombourg).
L'opéra de Munich a donné l'oeuvre de Henze  au Théâtre Cuvilliés dans une production révisée par Nikolaus Lehnhoff, en 1992. Un DVD de cette production, enregistré à Munich en 1994 par l'Opéra d'État de Bavière, est sorti avec Wolfgang Sawallisch à la direction et avec une distribution comprenant François le Roux dans le rôle-titre, MariAnne Häggander dans le rôle de Natalie et William Cochran et Helga Dernesch dans les rôles de l'Electeur et de l'Electrice. Cette production a été reprise quelques mois plus tard à l'opéra des Flandres.
Les représentations d'une nouvelle production en 2019 à l'Opéra de Stuttgart, dans une mise en scène de Stephan Kimmig, sous la direction de Thomas Guggeis et avec Vera-Lotte Böcker (Princesse Natalie) et Robin Adams (Prince de Hombourg), ont donné lieu à la sortie d'un DVD chez Naxos en 2020,. Une distribution alternative réunissait Vida Miknevičiūtė (Nathalie) et Christian Miedl (Hombourg).
L'opéra de Francfort ouvre sa saison 2024-25 avec une nouvelle mise en scène de Jens-Daniel Herzog

## Rôles et tessitures
- Wilhelm Friedrich (Frédéric Guillaume) dit le Grand  Électeur de Brandebourg ténor
- Sa femme, Électrice contralto
- Princesse Nathalie d'Orange soprano
- Feld-Maréchal Dorfling baryton
- Artur Friedrich, Prince de Homburg baryton
- Colonel Obrist Kottvitz basse
- Comte Hollenzollern ténor
- Trois officiers ténor, baryton, basse
- Trois femmes soprano, mezzo-soprano, contralto
- Sergent baryton
- Deux plantons ténor, baryton

## Argument
Fehrbellin, 1675 : le prince Frédéric de Hombourg rêve d’être un vainqueur acclamé au combat, mais tout le monde se moque de lui. L’ordre est donné avant le début du combat : personne ne doit attaquer avant que le Grand Electeur ne l’ordonne explicitement. Mais Hombourg mène une charge sans attendre les ordres, qui pourrait mener à la victoire et est condamné à mort pour insubordination...

### Acte 1
L'opéra se déroule en 1675 près de Fehrbellin et de Berlin. Le prince de Hombourg, somnambule, erre dans le parc de son château au clair de lune à la veille de la bataille de Fehrbellin. Il se pare d'une couronne de laurier, s'imaginant déjà vainqueur. Le Grand Electeur l'observe d'abord avant de lui prendre la couronne, de  l'entourer de son collier et de la tendre à sa nièce Natalie. Elle recule lorsque le prince s'approche d'elle et lui dit : « Natalie, ma fille, mon épouse. » Il lui prend la main mais ne saisit que son gant. Le prince nage en pleine confusion et raconte à Hohenzollern ce qu'il a récemment vu dans un rêve. Le maréchal Dörfling donne les ordres pour la prochaine bataille contre les Suédois. Le prince ne doit intervenir dans la bataille que lorsque l'Electeur en donne l'ordre par l'intermédiaire d'un officier. Le prince est inattentif, pensant constamment à Natalie.
Le prince regarde la bataille se dérouler depuis une colline. Alors que la victoire se profile déjà, il donne le signal d'attaquer, même si aucune directive de l'Électeur n'a été donnée. La scène s'assombrit ; un intermède orchestral interprète la suite du déroulement de la bataille. Après que la lumière est revenue, Natalie et l'Électrice apparaissent. Elles sont informés de la victoire qu'ils ont remportée, mais aussi du décès de l'Electeur. Homburg assure les femmes de son soutien, après quoi Natalie se blottit contre lui en toute confiance. Soudain, ils découvrent que l'Électeur est toujours en vie. Il avait récemment échangé son cheval avec un subordonné. Il annonce qu'est passible de mort quiconque serait intervenu de sa propre initiative dans le combat. Au grand désarroi de tous, le Prince est arrêté, son épée lui est retirée.

### Acte 2
Hohenzollern rend visite à Homburg en prison et l'informe que la cour martiale l'a condamné à mort. Mais le prince ne veut pas se décourager et compte sur la miséricorde de l'Electeur. Hohenzollern lui apprend également que Natalie est promise au roi de Suède en gage de paix. Homburg prend soudain conscience de la gravité de sa situation. Sur les conseils de Hohenzollern, Homburg se rend chez l'Électrice. En chemin, il passe devant une tombe fraîchement creusée qu'il pense lui être destinée. Il assure à l'Électrice qu'il demande seulement d'avoir la vie sauve et qu'il est même prêt à oublier Natalie en retour.
Natalie, de son côté, s'est rendue chez l'Electeur et lui demande grâce pour son amant. Si Homburg déclare qu'il estime que la condamnation est injustifiée, l'Electeur lui accordera sa grâce. Mais le prince ne veut rien savoir. Natalie a envoyé le régiment orange qu'elle dirige à Berlin. Le corps des officiers se présente à l'Electeur et demande grâce pour le prince. Homburg se déclare cependant prêt à assumer la responsabilité de ses actes.

### Acte 3
Après que Homburg a été emmené, l'Electeur demande aux officiers s'ils peuvent à nouveau faire confiance au prince. Ils répondent catégoriquement par l'affirmative, sur quoi l'Electeur déchire la sentence de mort. Après un long interlude orchestral, le prince attend la mort au même endroit du jardin où il se trouvait au premier acte. L'Electeur et sa suite s'approchent de lui. Natalie lui pose la couronne de laurier sur la tête. Les promesses de la vision onirique sont devenues réalité.